# Mitoyo Kawate
Mitoyo Kawate (川手 ミトヨ Kawate Mitoyo?), född 15 maj 1889 i Hiroshima, död där 13 november 2003, var en japansk lantbrukare samt världens bekräftat äldsta levande kvinna från amerikanskan Mae Harringtons död 29 december 2002 och äldsta levande person från japanen Yukichi Chuganjis död 28 september 2003.
Kawate var född och bosatt i Hiroshima och arbetade på en bondgård tills hon skadade sin hand vid 100 års ålder. En annan kvinna från Hiroshima, Asa Takii (1884-1998), hade också levt till 114 år, men Kawate är den äldsta personen i stadens historia och den enda från staden att ha haft titeln Världens äldsta levande person. 1945 överlevde hon atombomberna över Hiroshima och Nagasaki.
Kawate togs till sjukhus kort innan hon avled av lunginflammation 114 år och 182 dagar. Efter hennes död blev Ura Koyama den äldsta levande japanen och puertoricanskan Ramona Trinidad Iglesias-Jordan världens äldsta levande person (tysk-amerikanskan Charlotte Benkner antogs dock ha varit äldst innan Guinness Rekordbok 2004 uppmärksammade att Iglesias-Jordan som avled 15 dagar efter Benkner var äldre).